# Colpo maestro al servizio di Sua Maestà britannica
Colpo maestro al servizio di Sua Maestà britannica è un film del 1967 diretto da Michele Lupo e interpretato da Adolfo Celi, Richard Harrison, Margaret Lee e Mary Arden.

## Trama
A Madrid l'attore Lang viene ingaggiato da monsieur Bernard per impersonare un certo mister Owen per un certo periodo. Trasferitosi a Parigi Lang viene addestrato per il suo ruolo, cioè sostituire Owen quale controllore dei prelievi dei diamanti presso la General Diamond di Londra.
Lang permette così ai suoi compagni di entrare in possesso di una considerevole quantità di diamanti. Ma dietro l'operazione si cela una mossa del controspionaggio britannico finalizzato a dimostrare la fallacità delle misure di sicurezza e monsieur Barnard è in realtà lo stesso capo del servizio segreto britannico. Il presidente della General Diamond è così costretto ad accettare l'inserimento di agenti nella sua organizzazione.
Nel frattempo viene rilevata della radioattività nei depositi di diamanti: qualcuno all'interno della General Diamond sta cercando di appropriarsi dei diamanti e Lang, alla fine, scoprirà trattarsi di un insospettabile membro dello stesso controspionaggio.

## Accoglienza

### Critica
(Paolo Pillitteri, Avanti!, marzo 1967)